# Fofão (voleibolista)
Hélia Rogério de Souza Pinto, mais conhecida como Fofão (São Paulo, 10 de março de 1970), é uma ex-jogadora de voleibol brasileira que atuava como levantadora. Pela Seleção Brasileira, de 1991 a 2008, disputou 340 partidas e esteve presente em cinco edições consecutivas dos Jogos Olímpicos, iniciando em 1992. É uma das atletas mais vitoriosas do vôlei brasileiro e junto de Thaísa Daher uma das duas únicas com três medalhas olímpicas, no seu caso ouro em 2008, e bronze em 1996 e 2000.

## Carreira

### Origens
Filha de um sapateiro e uma dona de casa, com seis irmãos, Hélia Souza chegou a jogar basquetebol e no começo do voleibol era atacante, até que aos 17 anos no clube Pão de Açúcar teve que substituir uma levantadora e descobriu sua posição ideal. Teve lições com o técnico José Roberto Guimarães, que a apelidou de "Fofão" em alusão ao personagem interpretado por Orival Pessini. Jogou por vários clubes da Superliga e também em Itália e Espanha, se aposentando apenas aos 45 anos.

### Seleção Brasileira
Como diversas outras integrantes da equipe de voleibol feminino que atuou ao longo dos anos 90, Fofão começou a participar de forma sistemática da seleção brasileira a partir de 1993, quando o técnico Bernardo Rezende assumiu o comando da equipe. Durante muitos anos, ela permaneceu como reserva da levantadora Fernanda Venturini, então titular absoluta da posição, inclusive em sua primeira medalha olímpica em Atlanta 1996. 
Sua primeira grande chance teve lugar no Grand Prix de 1998, competição da qual Fernanda decidira não participar. Devido a problemas de sáude, permaneceu fora de quadra na primeira semana do torneio, quando o Brasil perdeu todas as três partidas que disputou. Retornando a partir da semana seguinte, ajudou sua equipe a obter pela terceira vez a medalha de ouro, com uma vitória inconstestável sobre a Rússia no final four, em três sets.
Alguns meses mais tarde, todavia, voltou ao banco de reservas para o Campeonato Mundial, quando, novamente sob a liderança de Fernanda, a seleção brasileira - então considerada favorita - ficou apenas com o quarto lugar.
A partir de 1999, com a aposentadoria de Fernanda da seleção brasileira, ganhou a posição de titular em definitivo, integrando o grupo que obteve a medalha de prata no Grand Prix de 1999, ouro no Panamericano de Winnipeg no mesmo ano e a medalha de bronze nas Olimpíadas de Sydney, sendo eleita a melhor levantadora nas três competições. Jogou mais um ano com a seleção brasileira e então, a partir de 2002, participou junto com outras cinco atletas de um boicote ao novo técnico da equipe, Marco Aurélio Motta, por discordar de seus métodos de trabalho.
Só retornou à equipe para a disputa da Copa do Mundo de 2003, quando Marco Aurélio já fora substituído por José Roberto Guimarães. Nesta ocasião, entretanto, Fernanda Venturini também decidira voltar a atuar pela seleção brasileira, e Fofão viu-se mais uma vez na condição de reserva.
Fofão disputou ainda o Grand Prix de 2004 e os Jogos Olímpicos de Atenas. Após o quarto lugar nesta última competição, decidiu - a exemplo de Fernanda Venturini e Virna Dias, deixar em definitivo a seleção brasileira. Porém, em 2006, Fofão recebeu um novo convite do técnico José Roberto Guimarães para vestir novamente a camisa amarela. Aceitou e uniu-se a um grupo renovado, composto de jovens jogadoras, com uma nova metodologia de jogo e ânimo renovado. Assim Fofão foi capitã e uma das principais atletas em uma sequência vitoriosa da seleção, culminando no ouro olímpico nos Jogos Olímpicos de Pequim 2008, em vários torneios sendo eleita melhor levantadora. Fofão despediu-se da Seleção Brasileira Feminina de Vôlei em setembro de 2008 conquistando a medalha de ouro no Torneio de Voleibol Final Four, em Fortaleza (Brasil), vencendo a equipe da República Dominicana por 3 x 0. Este foi o seu 340° jogo defendendo a camisa verde e amarela. Fofão foi eleita a melhor levantadora e a MVP do torneio.

### Clubes
| Clube                                  | País    | De   | Até  |
| -------------------------------------- | ------- | ---- | ---- |
| Pão de Açúcar E.C.                     | Brasil  | 1985 | 1987 |
| Pão de Açúcar/Paineiras E.C.           | Brasil  | 1988 | 1990 |
| Colgate-Pão de Açúcar/São Caetano E.C. | Brasil  | 1990 | 1992 |
| Colgate/São Caetano E.C.               | Brasil  | 1992 | 1994 |
| Sollo/Tietê E.C.                       | Brasil  | 1994 | 1995 |
| Transmontano/J.C. Amaral               | Brasil  | 1995 | 1996 |
| UNIBAN/São Caetano E.C.                | Brasil  | 1996 | 1998 |
| UNIBAN/São Bernardo                    | Brasil  | 1998 | 1999 |
| MRV/Minas                              | Brasil  | 1999 | 2003 |
| Rexona-Ades                            | Brasil  | 2003 | 2004 |
| DESPAR-Sirio/Perugia                   | Itália  | 2004 | 2007 |
| Grupo 2002/Murcia                      | Espanha | 2007 | 2008 |
| São Caetano E.C./Blausiegel            | Brasil  | 2008 | 2010 |
| Fenerbahçe Acibadem                    | Turquia | 2010 | 2011 |
| Unilever/Rexona Ades/Rio               | Brasil  | 2012 | 2015 |

### Características
Em termos gerais, as características do jogo de Fofão assemelham-se àquelas de Fernanda Venturini: ela é bastante precisa e capaz de imprimir grande velocidade às jogadas da equipe, como requerido pela estratégia tática que sempre foi a tônica do trabalho do técnico Bernando Rezende à frente da seleção brasileira. Sua posição de reserva durante tanto tempo devia-se, essencialmente, a um aspecto: a relativa baixa estatura para o vôlei (1,73m), que dificultava a atuação da equipe no bloqueio em certas passagens de rede.

## Principais conquistas

### Seleção Brasileira
- Grand Prix, 1994, medalha de ouro
- Campeonato Mundial, 1994, medalha de prata
- Grand Prix, 1995, medalha de prata
- Copa do Mundo, 1995, medalha de prata
- Jogos Olímpicos de Atlanta, 1996, medalha de bronze
- Grand Prix, 1996, medalha de ouro
- Grand Prix, 1998, medalha de ouro (melhor levantadora)
- Grand Prix, 1999, medalha de prata (melhor levantadora)
- | Jogos Pan-Americanos de Winnipeg, 1999, medalha de ouro (melhor levantadora e MVP)
- Copa do Mundo, 1999, medalha de bronze (melhor levantadora)
- Grand Prix, 2000, medalha de bronze  (melhor levantadora)
- Jogos Olímpicos de Sydney, 2000, medalha de bronze (melhor levantadora)
- Copa do Mundo, 2003, medalha de prata
- Grand Prix, 2004, medalha de ouro
- Grand Prix, 2006, medalha de ouro
- Campeonato Mundial, 2006, medalha de prata
- Campeonato Sul-Americano, 2007, medalha de ouro (melhor levantadora e MVP)
- | Jogos Pan-Americanos Rio 2007, medalha de prata (melhor levantadora)
- Copa do Mundo, 2007,medalha de prata (melhor levantadora)
- Grand Prix, 2008, medalha de ouro
- Jogos Olímpicos de Pequim, 2008, medalha de ouro (melhor levantadora)
- Torneio de Voleibol Final Four, Fortaleza 2008 medalha de ouro (melhor levantadora e MVP)

### Clubes
- Campeã da Superliga 1991/1992 - Colgate/São Caetano (melhor levantadora e melhor defesa)
- Campeã Sul-americana de Clubes 1992 - Colgate/São Caetano (melhor levantadora, melhor defesa e MVP)
- Campeã Paulista 1998 (melhor levantadora e MVP)
- Campeã Paulista 1999 (melhor levantadora)
- Campeã da Superliga 1998/1999 (melhor levantadora)
- Campeã Paulista 2001 (melhor levantadora)
- Campeã Sul-americana de Clubes 2001 - MRV/Minas (melhor levantadora e MVP)
- Campeã Superliga 2001/2002 - MRV/Minas (melhor levantadora e MVP)
- Campeã da Copa Cev 2004/2005 -Europa- (melhor levantadora)
- Campeã da Copa da Itália 2005 (melhor levantadora e MVP)
- Campeã do Campeonato Italiano 2004/2005 (melhor levantadora)
- Campeã da Champions League 2005/2006 (melhor levantadora)
- Campeã da Copa da Itália 2006 (melhor levantadora e MVP)
- Campeã do Campeonato Italiano 2006/2007(melhor levantadora)
- Campeã da Champions League 2005/2006 (melhor levantadora)
- Campeã da Copa Cev 2006/2007 -Europa- (melhor levantadora)
- Campeã da Supercopa da Espanha 2007 (melhor levantadora)
- Campeã da Copa da Rainha 2007/2008 -Espanha- (melhor levantadora e MVP)
- Campeã do Campeonato Espanhol 2007/2008 (melhor levantadora)
- Campeã da Supercopa da Turquia 2010 - Fenerbahçe (melhor levantadora)
- Campeã do FIVB Mundial de Clubes 2010 - Fenerbahçe
- Campeã do Campeonato Turco 2010/2011 - Fenerbahçe
- Campeã da Superliga 2012/2013 - Unilever (MVP)
- Campeã Sul-americana de Clubes 2013 - Unilever (melhor levantadora)
- Campeã da Superliga 2013/2014 - Unilever (MVP)
- Campeã Sul-americana de Clubes 2015 - Rexona-Ades
- Campeã da Superliga 2014/2015 - Rexona-Ades (MVP)

### Individuais
Clubes
- Melhor Levantadora da Superliga 1991/1992
- Melhor Defesa da Superliga 1991/1992
- Melhor Levantadora do Campeonato Sul-Americano de Clubes 1992
- Melhor Defesa do Campeonato Sul-Americano de Clubes 1992
- MVP do Campeonato Sul-Americano de Clubes 1992
- Melhor Levantadora do Campeonato Paulista 1998
- MVP do Campeonato Paulista 1998
- Melhor Levantadora do Campeonato Paulista 1999
- Melhor Levantadora da Superliga 1998/1999
- Melhor Levantadora do Campeonato Paulista 2001
- Melhor Levantadora do Campeonato Sul-Americano de Clubes 2001
- MVP do Campeonato Sul-Americano de Clubes 2001
- Melhor Levantadora da Superliga 2001/2002
- MVP da Superliga 2001/2002
- Melhor Levantadora da Copa Cev 2004/2005
- Melhor Levantadora da Copa da Itália 2005
- MVP da Copa da Itália 2005
- Melhor Levantadora do Campeonato Italiano 2004/2005
- Oscar do Vôlei-Europa 2004/2005 = Melhor Levantadora
- Melhor Levantadora da Champions League 2005/2006
- Melhor Levantadora da Copa da Itália 2006
- MVP da Copa da Itália 2006
- Melhor Levantadora do Campeonato Italiano 2006/2007
- Oscar do Vôlei-Europa 2006/2007 = Melhor Levantadora
- Melhor Levantadora da Champions League 2005/2006
- Melhor Levantadora da Copa Cev 2006/2007
- Melhor Levantadora da Supercopa da Espanha 2007
- Melhor Levantadora da Copa da Rainha 2007/2008
- MVP da Copa da Rainha 2007/2008
- Melhor Levantadora da Champions League 2007/2008
- Melhor Levantadora do Campeonato Espanhol 2007/2008
- Melhor Levantadora do Campeonato Paulista 2008
- Melhor Levantadora da Copa do Brasil de Vôlei 2008
- Melhor Levantadora da Superliga 2008/2009
- Melhor Levantadora da Superliga 2009/2010
- Melhor Levantadora da Supercopa da Turquia 2010
- MVP Final da Superliga 2012/2013
- Melhor Levantadora do Campeonato Sul-Americano de Clubes 2013
- MVP Final da Superliga 2013/2014
- MVP Final da Superliga 2014/2015

Seleção Brasileira
- Melhor Levantadora do Grand Prix 1998
- Melhor Levantadora do Grand Prix 1999
- Melhor Levantadora dos Jogos Pan-Americanos-Winninpeg 1999
- MVP dos Jogos Pan-Americanos-Winninpeg 1999
- Melhor Levantadora da Copa do Mundo 1999
- Melhor Levantadora do Grand Prix 2000
- Melhor Levantadora dos Jogos Olímpicos-Sydney 2000
- Melhor Levantadora do Sul-Americano 2007
- Melhor Defesa do Sul-Americano 2007
- MVP do Sul-Americano 2007
- Melhor Levantadora dos Jogos Pan-Americanos-Rio 2007
- Melhor Levantadora da Copa do Mundo 2007
- Melhor Levantadora dos Jogos Olímpicos-Pequim 2008
- Melhor Levantadora do Final Four-Fortaleza 2008
- MVP do Final Four-Fortaleza 2008

## Honrarias
- Hall da Fama do Voleibol - 2015[6]